# 1794 na ciência

## Eventos
- Observação ou predição do elemento químico Ítrio[1][2]

## Nascimentos
| Data          | Nome             | Profissão              | Nacionalidade                                                      | Observações                    | Ref   |
| ------------- | ---------------- | ---------------------- | ------------------------------------------------------------------ | ------------------------------ | ----- |
| 16 de março   | Ami Boué         | médico e geólogo       | Sacro Império Romano-Germânico (Cidade Imperial Livre de Hamburgo) | m. 1881 Medalha Wollaston 1847 | [ 3 ] |
| 21 de agosto  | Bernhard Studer  | geólogo                | Suíça                                                              | m. 1887 Medalha Wollaston 1879 | [ 3 ] |
| 9 de setembro | William Lonsdale | geólogo e paleontólogo | Reino da Grã-Bretanha                                              | m. 1871 Medalha Wollaston 1846 | [ 3 ] |

## Mortes
| Data | Nome | Profissão | Nacionalidade | Observações | Ref |
| ---- | ---- | --------- | ------------- | ----------- | --- |

## Prémios
Medalha Copley
- Alessandro Volta[4]